# Mimomusonius viettei
Mimomusonius viettei là một loài bọ cánh cứng trong họ Cerambycidae.